# Jacques Thuillier
Pour les articles homonymes, voir Thuillier.
Jacques Thuillier, né le 18 mars 1928 à Vaucouleurs et mort le 18 octobre 2011 à Paris, est un historien de l'art et collectionneur d'art français.

## Biographie
Issue d'une famille présente en Lorraine depuis le XVIIe siècle, Jacques commence ses études au lycée de Nevers, où son père est professeur, à partir de 1938. Il reçoit le 1er prix du concours général (version latine), et entre à l'École normale supérieure à Paris, en 1951.

### Enseignement de l'histoire de l'art
Agrégé de Lettres en 1954, boursier Focillon (1955 et 1970) et pensionnaire à la fondation Primoli (1955), puis à la fondation Thiers (1956-1959), assistant à l'Institut d'art et d'archéologie de la Sorbonne, il est professeur d'histoire de l'art à l'université de Dijon (1962-1970). Docteur ès lettres en 1970, il succède à André Chastel à la Sorbonne. Il est élu en décembre 1976 au Collège de France sur la chaire d'Histoire de la création artistique en France.
Spécialiste de la peinture française au XVIIe siècle, il a publié d'importants travaux sur Nicolas Poussin, Charles Le Brun, Georges de La Tour, les Frères Le Nain, Jules Bastien-Lepage. Entre 1963 et 2006, il a dirigé ou co-organisé d'importantes expositions, notamment sur Charles Le Brun, Georges de La Tour, Louis Le Nain, Laurent de La Hyre, Sébastien Bourdon, Jacques Bellange, Lubin Baugin, Nicolas Poussin. Il a contribué également au renouvellement des travaux sur l'art du XIXe siècle (art académique, peinture religieuse, etc.), en mettant notamment en lumière la question d'un art académique international.
Il a joué un rôle important dans la promotion de l'histoire de l'art et de son enseignement : il a été membre de la Commission de réforme de l'enseignement de l'histoire de l'art créée par Edgar Faure en mai 1969, et a lancé l'idée d'un Institut de recherche sur l'histoire de l'art et celle d'une école du patrimoine à partir des années 1970. Il a été secrétaire scientifique du Comité international d'histoire de l'art (CIHA) de 1969 à 1983, et a présidé le groupe Informatique du CIHA. Il a été membre du Conseil national du CNRS (Histoire moderne et contemporaine), du Comité consultatif des universités (1970-1982), de la Commission nationale des monuments historiques, de la Commission des sites de la ville de Paris, du Conseil artistique des musées (1991-2010). De 1979 à 1985, il fut membre du Conseil d'administration de la Fondation Hugot du Collège de France.

### Actions en faveur du patrimoine
Il a pris part à la restauration de la galerie des glaces du château de Versailles, à la restauration de l'hôtel de la Marine et de l'hôtel Lambert.

### Collectionneur d'art

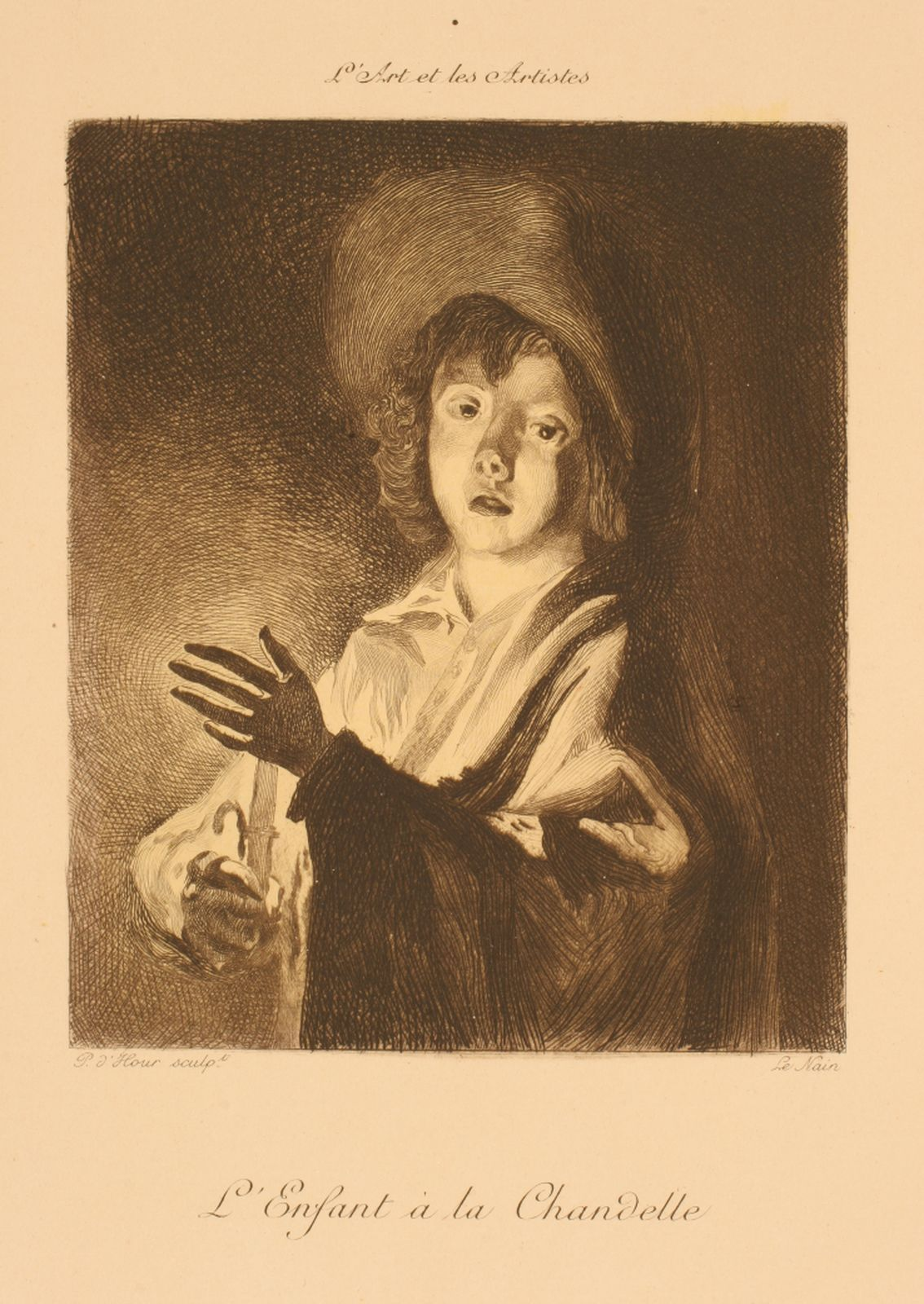
L'enfant à la chandelle, P. D'Hour (graveur) d'après frères Le Nain (peintre), gravure à l'eau-forte et à l'aquatinte, 19^{e} siècle, 50 x 32,5 cm, ancienne collection de Jacques et Guy Thuillier, Musée des Beaux Arts de Nancy

Collectionneur d'art et attaché à sa région d'origine, la Lorraine, il participe activement au développement des musées lorrains. Ainsi, il a offert de son vivant une partie de sa collection de tableaux au conseil général de la Moselle pour le musée départemental Georges-de-La-Tour à Vic-sur-Seille en 1998. En 1999, son frère Guy Thuillier et lui-même font une donation exceptionnelle d'arts graphiques au musée des beaux-arts de Nancy. Cette donation, dont le nom des donataires est d'abord anonyme, est constituée d'environ 15 000 œuvres, environ 2 000 dessins et 13 000 gravures, œuvres de grands maîtres et petits maîtres essentiellement français, et parfois lorrains (tels les Frères Le Nain, Jacques Lagniet ou encore Jacques Dassonville), témoignant d'un attachement fort à sa région d'origine. Cette donation importante pousse le musée des beaux-arts de Nancy à repenser l'aménagement de ses collections et de ses réserves : des travaux importants d'agrandissement sont donc réalisés au début des années 2000 pour pouvoir accueillir pleinement cette collection et la conserver dans des conditions optimales. Il fait don également à la ville de Nevers, ville de son adolescence et de ses études, d'une partie de ses archives, sa bibliothèque, une collection de dessins et d'estampes, sa photothèque, ses publications, faisant de la médiathèque de Nevers un centre de documentation sur la peinture française des XVIIe et du XIXe siècle. Une autre partie de ses archives et manuscrits est déposée à l'Institut national d'histoire de l'art, à Paris.

### Artiste

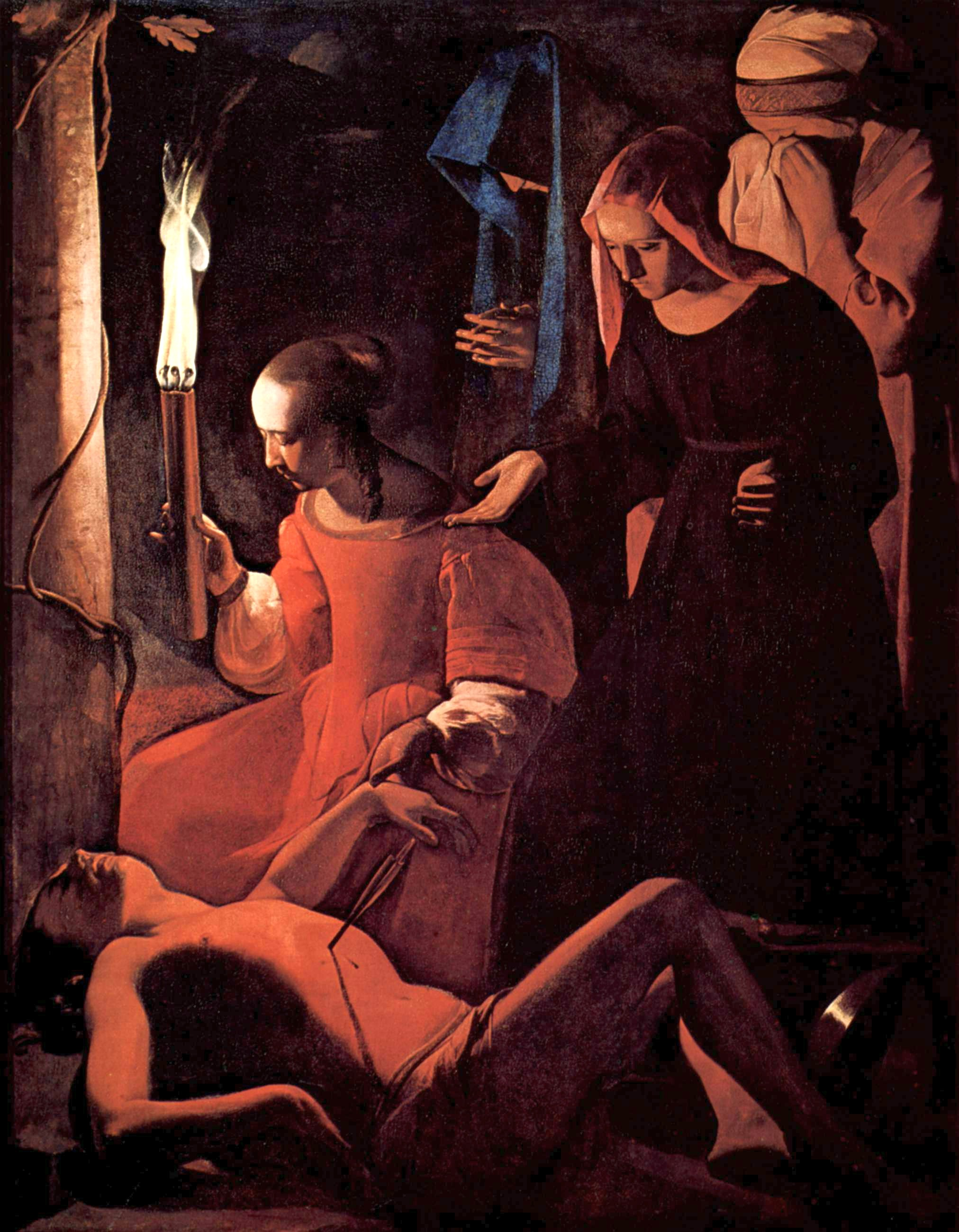
Saint Sébastien soigné par Irène par Georges de la Tour. Jacques Thuillier reprend ce thème dans sa propre production artistique

L'activité de production artistique de Jacques Thuillier n'est connue qu'après sa mort. Il pratique ainsi de nombreuses techniques de dessin : aquarelle, crayon, gravure sur bois, plume, encre de Chine, fusain et sanguine. Une partie de ces œuvres est découverte par son frère, d'autres ont été données par Jacques Thuillier au musée des Beaux-Arts de Nancy sous le pseudonyme de Jean Caritey, nom de jeune fille de sa mère et identifiées plus tard comme étant de sa main,.
De style cubiste et s'inspirant des travaux de Roger de La Fresnaye et de L'Équipe de Cardiff de Robert Delaunay, Jacques Thuillier travaille sur le thème de Narcisse ou de Saint Sébastien soigné par Sainte Irène, thème qu'il reprend à Georges de La Tour. Dans son œuvre, il montre sa maîtrise des invariants plastiques théorisés par André Lhote, la synthèse, l'ellipse.
En plus de ses travaux plastiques, Jacques Thuillier écrit des poèmes.

## Honneurs et distinctions
Il a reçu le prix Charles-Blanc de l’Académie française (1989), le prix Minda de Gunzburg (1991), le grand prix d'histoire de la ville de Paris (1991), le grand prix national d'histoire (1994), le grand prix d'histoire Châteaubriand (2002).
- Commandeur de la Légion d'honneur[8].
- Grand officier de la Légion d'honneur Décret du 13 juillet 2010].
- Grand officier de l'ordre national du Mérite.
- Commandeur de l'ordre des Arts et des Lettres.
- Croix d'officier de l'ordre du Mérite de la République fédérale d'Allemagne.
- Grand prix d'histoire de la ville de Paris (1991).
- Grand prix national d'histoire du ministère de la Culture (1994).

## Principales publications
- collectif, Nicolas Poussin, Actes du colloque tenu à Paris, 1958, Paris, Éd. du CNRS, 1960, 2 vol.
- avec Albert Châtelet, La Peinture française, Genève, Skira, 1963-1964.
- Fragonard, Genève, Skira, 1967. Nouv. éd. 1987.
- Rubens : la galerie Médicis au palais du Luxembourg, Paris, R. Laffont, 1969.
- Nicolas Poussin, Novara : Edizioni per il Club del libro, 1969.
- Georges de La Tour, exposition tenue à l'Orangerie des Tuileries : 10 mai-25 septembre 1972, Paris, Réunion des musées nationaux, 1972.
- Tout l'œuvre peint de Georges de La Tour, Paris, Flammarion, 1973. Éd. 1985.
- collectif, Valentin et les caravagesques français, exposition tenue au Grand Palais : 13 février-14 avril 1974, Paris, Réunion des musées nationaux, 1974.
- Les Frères Le Nain, exposition tenue au Grand Palais, Paris, Réunion des musées nationaux, 1978.
- Hommage à Maurice Boudot-Lamotte (introduction de Jacques Thuillier, texte de Marie-Madeleine Aubrun), Musée départemental de l'Oise, Beauvais, 1979.
- Peut-on parler d'une « peinture pompier ? », coll. "Conférences du Collège de France", Paris, Presses universitaires de France, 1984.
- Les Prophètes: Vitraux de Sergio de Castro/ Los Profetas: Vidrieras de Sergio de Castro, Madrid, Ediciones El Viso, 1984.
- Nicolas Poussin, Paris, Fayard, 1988.
- Laurent de La Hyre, 1606-1656, Genève, Skira, 1988.

- Prix d’Académie de l’Académie française 1990.
- Jean Boucher, exposition à Bourges et Angers, Paris, 1988.
- Nicolas Poussin, Lettres et propos sur l'art, A. Arikha, A. Blunt et J. Thuillier (éd.), Paris, Hermann, 1989

- Prix Charles Blanc de l’Académie française.
- Roger de Piles, Cours de peinture par principes, J. Thuillier (préface), Paris, Gallimard, 1989.
- Banque internationale de données biographiques sur les artistes : Manuel, rédigé par J. Thuillier (éd.), Strasbourg, Comité international d'histoire de l'art, 1989.
- avec B. Brejon de Lavergnée et D. Lavalle, Simon Vouet, exposition tenue au Grand Palais, 6 novembre 1990-11 février 1991, Paris, Réunion des musées nationaux, 1990.
- Propos sur La Tour, Le Nain, Poussin, Le Brun, Paris, Réunion des musées nationaux, 1991.
- La Peinture française : XVIIe siècle, Genève, Skira, 1992, 2 vol.
- Georges de La Tour, Paris, Flammarion, 1992. Rééd. 1997, 2002, 2012.
- Poussin before Rome: 1594-1624, translated from the French by Christopher Allen, Richard L. Feigen & Co., London-New York-Chicago, 1995  (ISBN 1-873232-03-9).
- Jacques Blanchard, 1600-1638, exposition tenue au Musée des Beaux-Arts de Rennes, 6 mars-8 juin 1998, Rennes : Musée des Beaux-Arts, 1998.
- Sébastien Bourdon, 1616-1671 : catalogue critique et chronologique de l'œuvre complet, Paris, Réunion des musées nationaux, 2000.
- Jacques de Bellange, Rennes : Musée des Beaux-Arts, 2001.

- Prix Eugène Carrière de l’Académie française.
- Lubin Baugin, Musée des Beaux arts d'Orléans et de Toulouse, Réunion des Musées Nationaux, 2002.
- Histoire de l'art, Paris, Flammarion, 2002. (traduite en chinois, 2009)
- avec R. Plumart, Jean-Baptiste Sécheret, œuvre gravé et lithographié, 1979-2001, Maubeuge : Malbodiu museum, 2003.
- Théorie générale de l'histoire de l'art, Paris, O. Jacob, 2003.
- Jules Bastien-Lepage, Metz : S. Domini, Bar-le-Duc : Conseil général de la Meuse, 2005.
- Jacques Stella, 1596-1657, Metz : S. Domini, 2006.
- La galerie des Glaces : chef-d'œuvre retrouvé, avec D. Lavalle, Paris, Gallimard, coll. « Découvertes Gallimard/Arts » (no 509), 2007.

## Recueils de textes de Jacques Thuillier
- Une vie pour l'histoire de l'art, Dijon, Faton, 2014, 381 p.
- La Peinture française au XVIIe siècle, Dijon, Faton, 2014, 339 p.
- Serge Lemoine (dir.), L'Art au XIXe siècle. Un nouveau regard. Les écrits de Jacques Thuilier, éditions Faton, 2017, 448 p.

## Documentation
Ses archives sont déposées à l'Institut national d'histoire de l'art.